# 亚德氏蹄盖蕨
亚德氏蹄盖蕨（学名：Athyrium atkinsonii），又名假冷蕨，为蹄盖蕨科蹄盖蕨属下的一个种。

## 扩展阅读
- 維基物種上的相關：亚德氏蹄盖蕨